# 真の家庭運動推進協議会
真の家庭運動推進協議会（まことのかていうんどうすいしんきょうぎかい、英語: The Association for the Promotion of True Families; APTF）は、世界平和統一家庭連合（旧統一教会）の関連団体。

## 概要・沿革
1998年4月、統一教会（現・世界平和統一家庭連合）の文鮮明と韓鶴子が提唱した理念「平和な世界は真なる家庭から」に賛同する会員の協力で設立された。「結婚前は純潔。結婚後は貞節。家庭は愛の学校」を標語に掲げ、人々を祝福結婚にいざなう。
2014年4月1日、神奈川県川崎市宮前区にある統一教会の宮崎台研修センターにおいて、「真の家庭国民運動推進全国会議」の結成式が開催された。同全国会議の事務総長を務める梶栗正義が経過報告を述べ、日本統一教会会長の徳野英治は記念の辞で「家庭再建、国家再建の救国運動として展開していく」「祝福家庭がこの運動の先頭に立つ」と強調した。また、全国祝福家庭総連合会総会長の宋龍天も挨拶をした。同全国会議の会長には徳野が就任した。
同年7月2日、福井県で、最初の「真の家庭国民運動推進大会」が開催された。平和大使、信者の親族なども含め340人が集まった。同年9月27日、真の家庭運動推進協議会の主催により、「真の父母様沖縄訪問21周年記念大会」が沖縄県宜野湾市の沖縄コンベンションセンターで開催された。韓鶴子の代理として韓の五女で世界平和統一家庭連合の世界本部長の文善進が出席した。
日本における教団の名称変更は長い間認められていなかったが、下村博文が文部科学大臣を務めていた2015年6月2日、教団が名称変更の申請書を提出すると、文化庁は一転してこれを受理。同年8月26日付で名称変更が認証され、「世界基督教統一神霊協会」は晴れて「世界平和統一家庭連合」となった。
さらに同年10月までに、47都道府県すべてに「真の家庭国民運動推進全国会議」の支部が設立された。2014年10月13日に結成された石川県会議の共同議長には、旧能都町と能登町のそれぞれの教育長を務めた石井勲雄が就任した。2015年9月に結成された熊本県会議の共同議長には元衆議院議員の岩下栄一県議が就任した。鹿児島県会議の結成大会（9月6日）、富山県会議の結成大会（9月20日）には国会議員が出席した。
同年11月8日、千代田区の砂防会館で「真の家庭国民運動推進全国大会2015」が開催され、政界、学界、宗教界、教育界など各界の有識者ら約900人が参加した。筑波大学名誉教授の加藤博雄が実行委員長を、徳野英治が副実行委員長を務めた。下村博文と親交が深いNPO法人全国家庭教育支援センター（愛知県岡崎市）代表の山本チヨヱが記念講演を行い、夫婦関係の重要性を説くとともに、女性が育児の中心であるべきとの考えを示した。
2019年11月10日、元副会長の稲森一郎は沖縄県宜野湾市の長田区公民館で講演会を開き、「同性婚が法制化されている国では同性愛者の数は増え続け、社会は不安定になっている。我々はそれを許すわけにはいかない。なぜならそれはサタンの戦略だからだ」と述べた。統一教会の沖縄教区長の外間鎮模は「性の多様性を認める条例が家庭崩壊をもたらす」と発言した。

## 所在地
所在地は東京都新宿区新宿5-13-2成約ビル4F。成約ビルの概要および主な入居団体は下記のとおり（2022年8月の時点）。
- 建物名称：成約ビル
- 所在地：東京都新宿区新宿5-13-2
- 建物規模：地上5階

| 5F | UPF-Japan、平和大使協議会 |
| 4F | 真の家庭運動推進協議会、一般財団法人国際ハイウェイ財団、日本純潔同盟、 世界平和宗教連合、孝情教育文化財団、宗教新聞社、統一思想研究院 |
| 3F | 世界平和統一家庭連合東京同胞教会 |
| 2F | 世界平和教授アカデミー、世界平和青年学生連合、平和統一聯合、 アジアと日本の平和と安全を守る全国フォーラム、日韓トンネル推進全国会議   |
| 1F | （セミナールーム） |